# Route principale 2 (Hongrie)
Pour les articles homonymes, voir Route 2.
 (janvier 2016).
Si vous disposez d'ouvrages ou d'articles de référence ou si vous connaissez des sites web de qualité traitant du thème abordé ici, merci de compléter l'article en donnant les références utiles à sa vérifiabilité et en les liant à la section « Notes et références ».
La route principale 2 (en hongrois : 2-es főút) est une route hongroise reliant Budapest à la Frontière Slovaque.

## Description
Elle part de la place Clark Ádám à Budapest, dans le prolongement de Váci út le long du Danube..
Elle se dirige vers le nord le long de la rive gauche du Danube jusqu'à la ville de Vác, où, en quittant le fleuve, elle continue en traversant les montagnes de Börzsöny en direction du nord, pour atteindre ensuite la frontière nationale juste avant la vallée de la rivière Ipoly.
Elle dessert les villes de Dunakeszi, Vác, Rétság et Hont.
De Vác à la frontière, elle fait partie de la route européenne 77.

## Tracé
| Km    | Agglomérations | Carte interactive |
| ----- | -------------- | ----------------- |
| 0 km  | Budapest       |                   |
| 17 km | Dunakeszi      |                   |
| 22 km | Göd            |                   |
| 33 km | Vác            |                   |
| 44 km | Szendehely     |                   |
| 55 km | Rétság         |                   |
| 64 km | Nagyoroszi     |                   |
| 76 km | Hont           |                   |

## Galerie

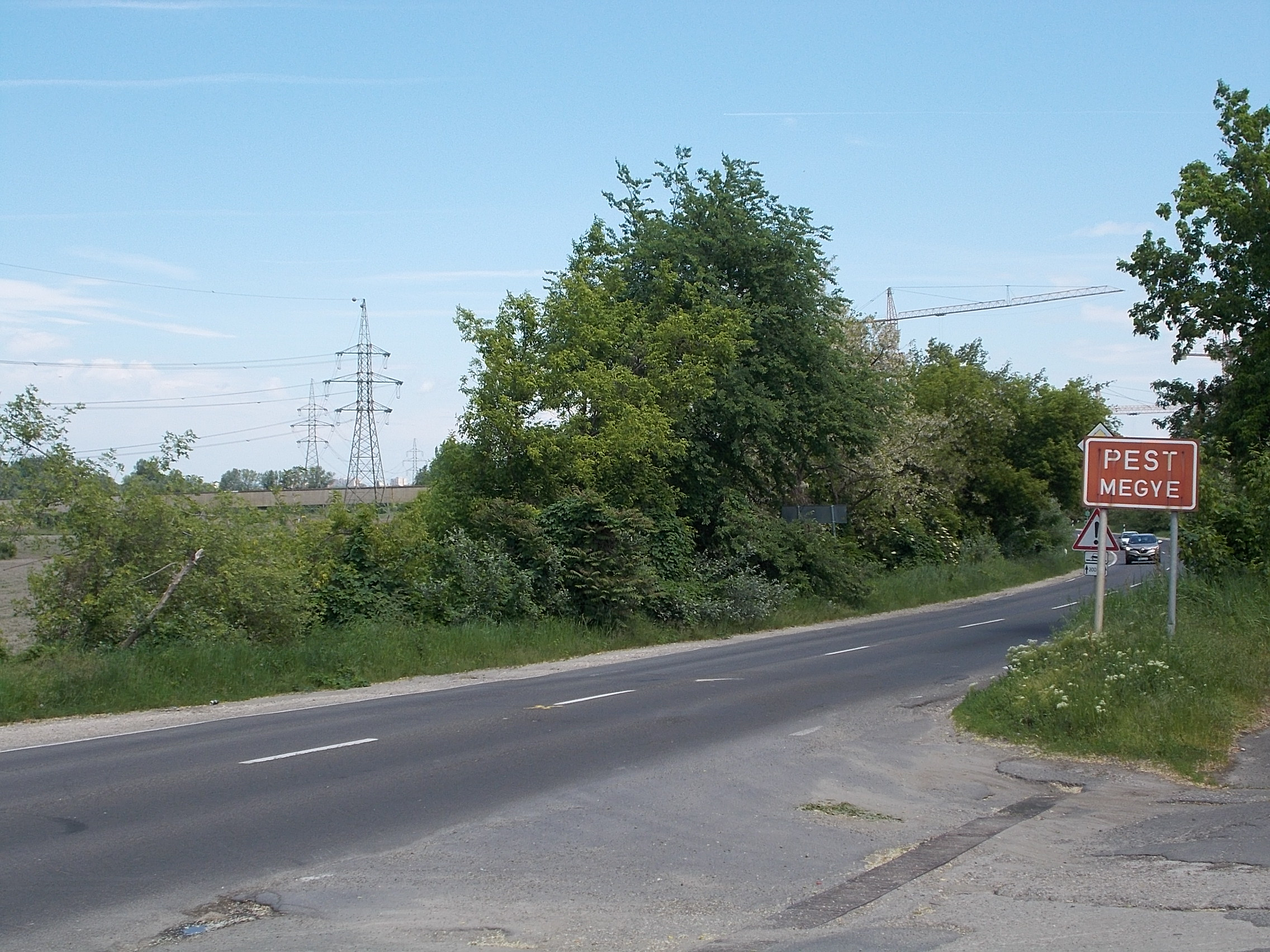
La route 2 à Dunakeszi.
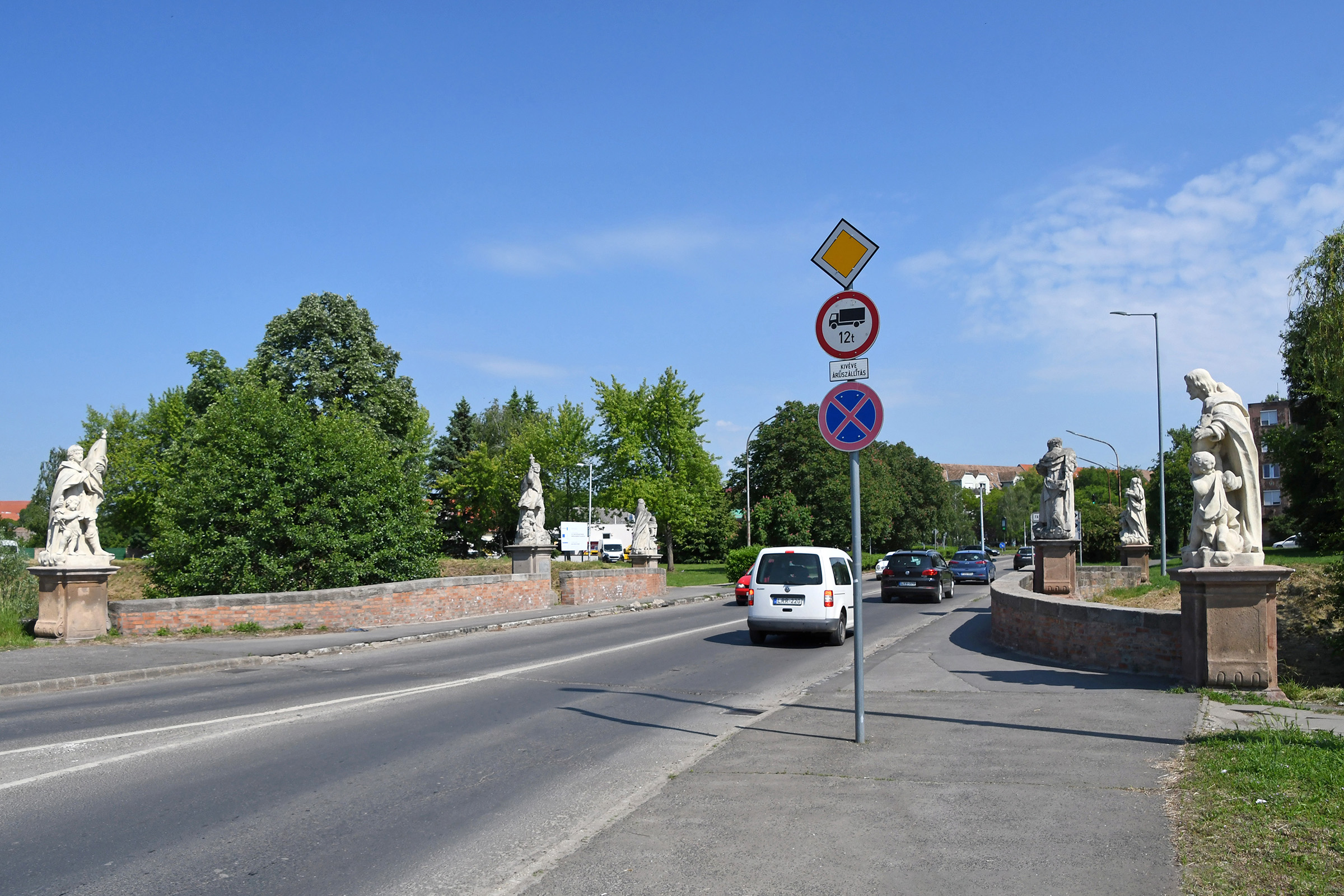
Pont de Gombás-patak.
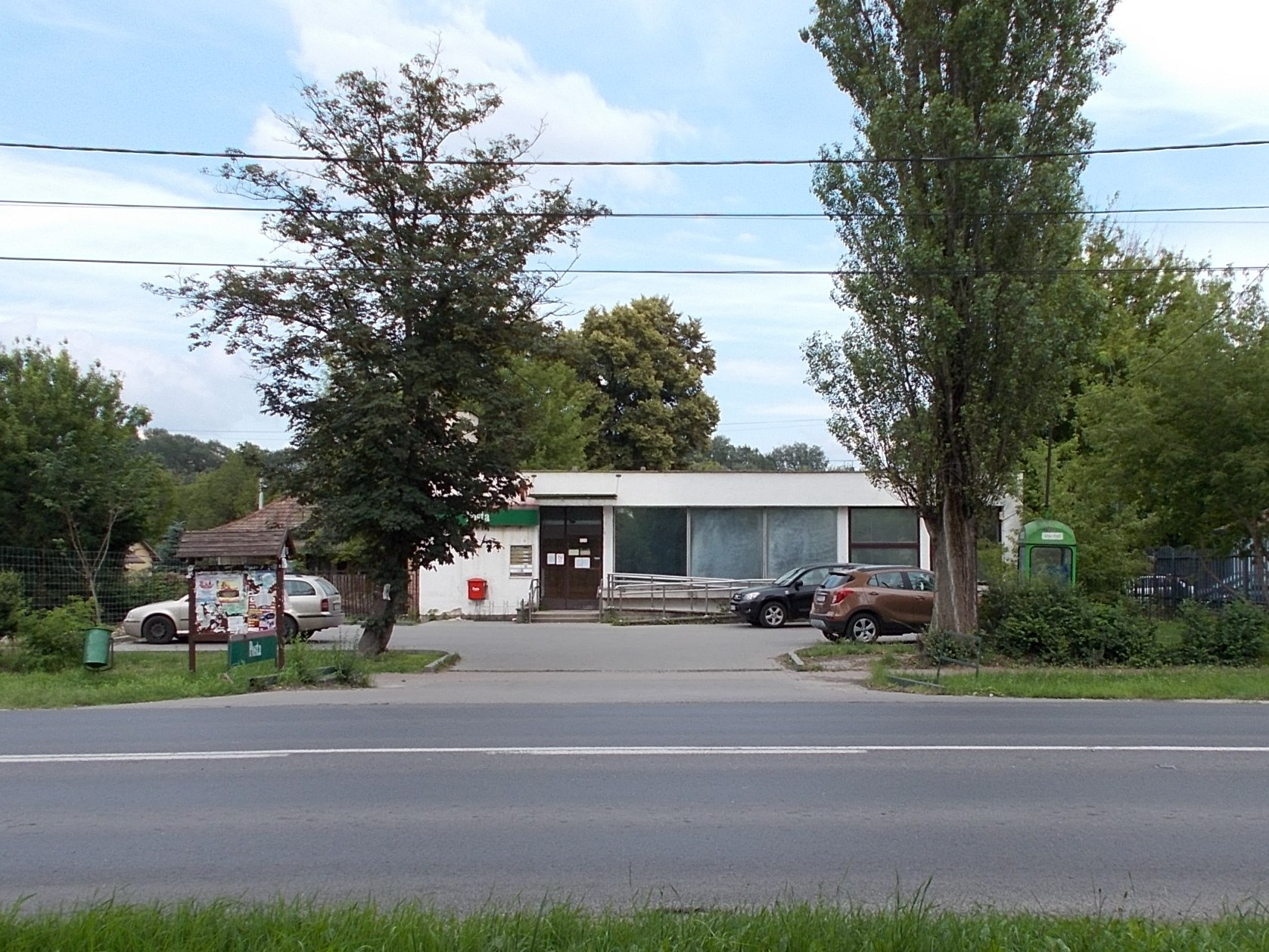
Bureeau de poste en bordure de la route 2.